# 태풍 장미 (2008년)
태풍 장미(태풍 번호: 0815, JTWC 지정 번호: 19W, 국제명: JANGMI, 필리핀 기상청 지정 이름: Ofel)는 2008년의 제15호 태풍으로 2008년 9월 24일에 발생하여 2008년 10월 1일에 소멸하였고, 2008년에 발생한 태풍 중에서 가장 낮은 기압인 905 hPa을 기록하였다. "장미"는 대한민국에서 제출한 이름이다.

## 태풍의 진행

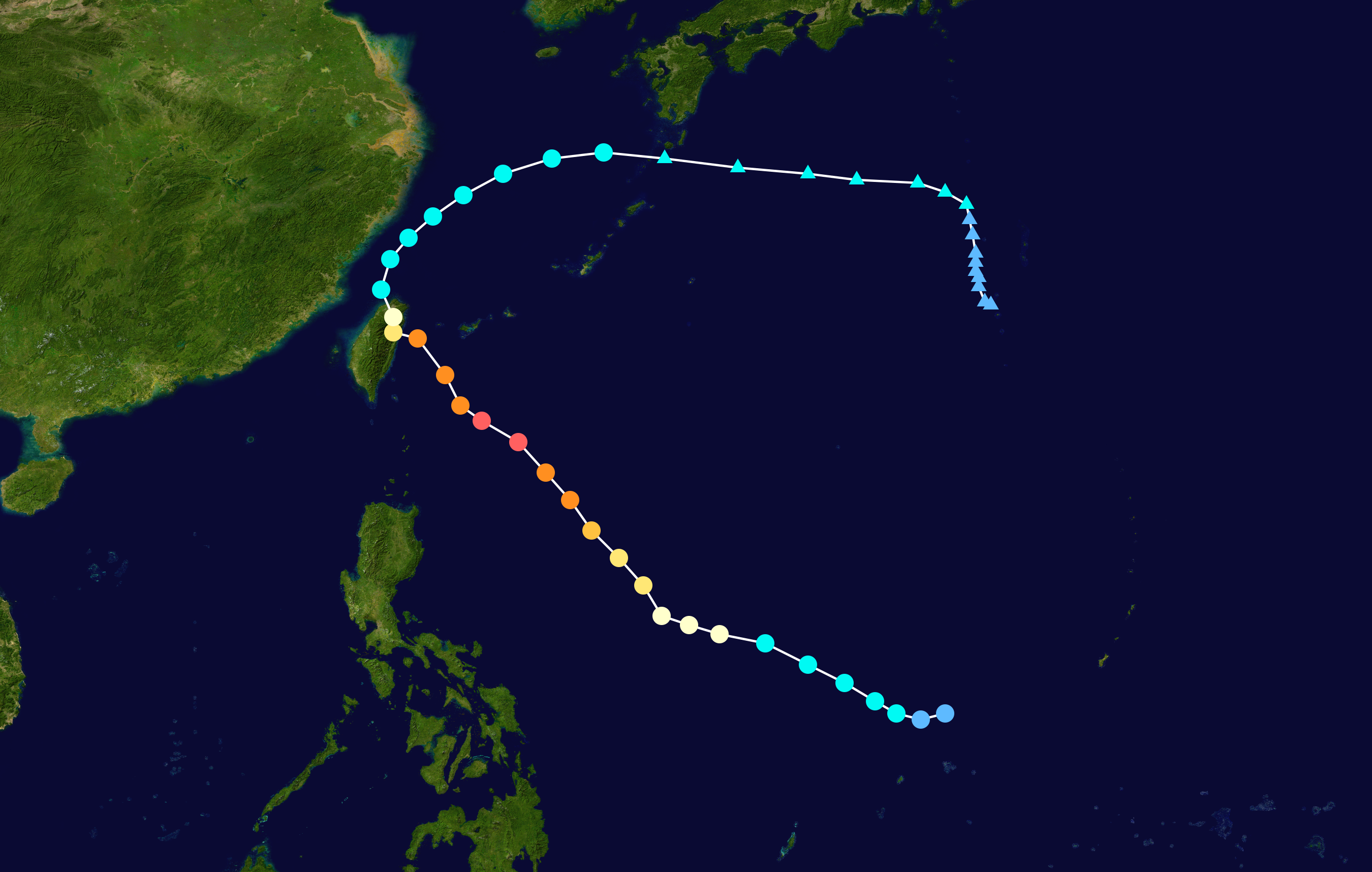
태풍 장미의 이동 경로

2008년 9월 23일 야프섬 북동쪽 해상에서 열대저기압이 발생하여 다음날인 9월 24일 오후 9시에 필리핀 마닐라 동쪽 약 1690 km 부근 해상에서 태풍 장미가 되었고, 9월 25일 오전 9시에 일본 기상청(JMA)은 태풍 장미의 등급을 강한 열대폭풍(STS)으로 상향 조정하였다. 9월 26일 오전 3시에 태풍(TY)으로 상향 조정하였고, 미국 합동태풍경보센터(JTWC)도 태풍 장미의 1분 최대풍속이 90 kt (165 km/h)에 도달하여 2등급 태풍으로 상향 조정하였다. 그리고 같은날 (9월 26일) 오후에 일본 기상청은 태풍 장미의 강도를 맹렬한 태풍으로 상향 조정하였다. 9월 27일 합동태풍경보센터는 태풍 장미의 1분 최대풍속이 135 kt (250 km/h)에 도달하여 등급을 4등급 슈퍼태풍으로 상향 조정하였고, 같은날 오후에 1분 최대풍속이 140 kt (260 km/h)에 도달하여 5등급 슈퍼태풍이 되었으며, 이때가 바로 태풍 장미가 최대로 발달했을 때였다. 당초 일본 기상청의 속보해석에서 태풍 장미의 최성기 때의 중심기압은 910 hPa로 해석되었으나, 사후해석으로 태풍 장미의 최성기는 중심기압 905 hPa, 최대풍속 115 kt (약 60 m/s)로 발달한 9월 27일 오후 9시부터 9월 28일 오전 3시로 해석되었다. 그 후 대만에 점차 가까워 지면서 약화되기 시작하였고, 9월 28일 태풍 장미는 4등급 태풍으로 약화된채 대만 동부 해안에 위치한 이란현에 상륙하였다. 대만을 통과한 후 대만 북쪽 해안으로 빠져나온 태풍 장미는 9월 29일 오전 9시에 소형의 강한 열대폭풍(STS)으로 약화되었고, 편서풍의 영향으로 진로가 북동쪽으로 바뀌기 시작하였고, 오후 9시에 소형의 열대폭풍(TS)로 더욱 약화되었다. 태풍 장미는 열대폭풍 상태로 일본 남해상을 향하여 동쪽으로 진행하였고, 10월 1일 오후 12시에 일본 규슈 남동쪽 약 200 km 부근 해상에서 온대저기압으로 변질되었다.(일본 기상청 RSMC에서는 10월 1일 오전 9시에 온대저기압으로 변질.)

## 피해

### 대만
태풍 장미의 직접적인 영향을 받은 대만에서는 강풍과 호우 등으로 36명이 부상당하였으며, 77만 가구에 정전이 발생하였다. 또한 이란현의 타이핑산에 692 mm, 타이베이시 난강구에 463 mm의 강우량이 기록되었다.

## 같이 보기
- 2008년 태풍